# Abdellah Mecheri
Abdellah Mecheri (en arabe : عبد الله مشري), né le 13 mai 1952 à Oran, est un entraîneur de football algérien.

## Biographie
Abdellah Mecheri a une carrière nationale et internationale saluée. 
En Algérie, il dirige le MC Oran, le GC Mascara, le CA Bordj Bou Arreridj, la JS Saoura, le SA Mohammadia, et enfin le CC Sig. 
En dehors de l'Algérie, il entraîne le MC Oujda, l'Al-Shoalah FC, l'Al Ta'ee FC, et le Bahreïn SC,.

## Palmarès
MC Oran
- Championnat d'Algérie (2) :
  - Champion : 1991-92 et 1992-93.

- Coupe d'Algérie (2) :
  - Vainqueur : 1983-84 et 1984-85.
  - Finaliste : 2001-02.
- Supercoupe d'Algérie :
  - Finaliste :1992